# Vidre de fluorofosfat
El vidre fluorofosfat és una classe de vidres òptics compostos per metafosfats i fluorurs de diversos metalls. És una variant dels vidres de fosfat. Els vidres de fluorofosfat són molt inusuals en la natura. Els vidres de fluorofosfats tenen una pèrdua teòrica molt baixa de 0,001 dB/km, una més gran vida útil de les terres rares fluorescents, un menor coeficient d'expansió tèrmica de ~13×10-6/°C.
Alguns vidres de fluorofosfat s'empren com a vidres de baixa dispersió. Alguns mostren una dispersió parcial anòmala. Un d'aquests vidres està format per Ba(PO₃)₂, Al(PO₃)₃, AlF₃,i fluorurs alcalinoterris MgF₂, CaF₂, SrF₂, i BaF₂, amb possible addició de titani, sodi, potassi, i/o hidrogen. Els components en % de pes són 0.5-3% Mg, 8-10% Ca, 12-20% Sr, 9-12% Ba, 7-9% Al, 5-9% P, 8-12% O, i 35-38% F. Arxivat 2011-06-12 a Wayback Machine.
Alguns vidres fluorofosfats dopats s'utilitzen en tecnologia làser. Són atractius aquí pel seu petit índex de refracció no lineal. Els elements de terres rares són dopants populars. Una de les aplicacions és per a amplificadors òptics.
Es poden emprar dopants exòtics com els ful·lerens i els punts quàntics. Arxivat 2016-03-04 a Wayback Machine. Arxivat 2011-09-28 a Wayback Machine.
Els vidres d'estany-fluorofosfat dopats amb tungstè (SnO-SnF2-P2O5) es poden utilitzar per segellar hermèticament els díodes orgànics emissors de llum i altres dispositius.